# Meent
Een meent of mient, ook gemene gronden, is een grondgebied waar meerdere mensen gezamenlijk rechten en plichten hebben, bijvoorbeeld om het te bewerken, er vee te houden en het te onderhouden, zoals dat vanaf de 12e eeuw in de Lage Landen voorkwam. In Drenthe, Twente, Salland, de Veluwe, rond Zutphen, in Het Gooi en op de Utrechtse Heuvelrug was sprake van de marke. In Brabant heette het gemeynt en in Vlaanderen sprak men ook van vroen. 
Eigendom van de gronden waar een meent was, lag voor het merendeel in handen van grootgrondbezitters als het bisdom Utrecht, de Stift Essen, het graafschap Bentheim of leengoed van het Bisdom Münster en vanaf midden 14e eeuw ook het Hertogdom Gelre. De grootgrondbezitters gaven rechten voor gebruik en beheer van de grond uit aan de boeren.
Afhankelijk van de regio en de bodemvruchtbaarheid werden de meenten in de loop van de tijd verdeeld tussen de berechtigden. Met name de negentiende-eeuwse markewetten zorgden voor een grootschalige verdeling, waardoor het meent-principe in onbruik raakte.

## Gelijkende rechten
In Suriname komen 'stalweiden' voor gezamenlijk gebruik voor. Er is ook daar sprake van verkaveling, een deel kwam in 2009, na een langdurig rechtsproces, in handen van een groot bedrijf dat aan rijstbouw doet.
In de Alpen worden de bergweides veelal als meent door de gemeenschap beheerd met graasrechten voor individuele boeren.

## Toponiem
Meent in de betekenis van gemeenschappelijke gronden is een veel voorkomend toponiem.

### Geografische namen in Nederland met 'meent'
- Bennekomse Meent in Bennekom
- Blaricummermeent, ten noorden van Blaricum
- De Meent, een buurthuis in Aalst (Noord-Brabant)
- Grote Meent, een straat in Cothen
- Hilversumse Meent, een wijk van Hilversum, ten westen van Bussum
- Meent, een straat en tramhalte in Amstelveen
- Meent, een straat in Horst
- Meent, een straat in Leerdam
- Meent, een straat in Schoonhoven
- Meent, een straat en winkelcentrum in Papendrecht
- De Meent, een straat in Lelystad
- De Meent, een straat in Rotterdam
- De Meent, een straat in Odijk
- De Meent, een basisschool in Maarn
- De Meent, een woon- en zorgcentrum in Veenendaal
- De Meent, een recreatieplas bij Beusichem
- De Meente, een woon- en zorgcentrum in Genemuiden
- De Meenten, een wijk in Almere Haven
- Meenteschaar, voormalig waterschap in Groningen
- Meentstraat, een straat in de wijk Hatertse Hei te Nijmegen
- Rottige Meente, een natuurreservaat bij Nijetrijne in Weststellingwerf (Friesland)

## Geografische namen in Nederland met 'mient'
- Mient, een straat (en brug) in het centrum van de stad Alkmaar
- Mient, een straat in Den Haag (stadsdeel Segbroek)
- Mient, een straat in Capelle aan den IJssel
- Mient, een straat in Castricum
- Mient, een straat in Vijfhuizen (Haarlemmermeer)
- Mientbrug, een brug en buurtschap in Lutjewinkel
- 1e Mientlaan, 2e Mientlaan en 3e Mientlaan, veldwegen in Katwijk (ZH)